# La Bombarda
La Bombarda, es un barrio de Zaragoza, perteneciente al distrito de Delicias. Está situado en las cercanías de la confluencia de la Avenida Navarra y Vía Hispanidad, cerca de La Almozara y Monsalud con los que no tiene límites muy bien definidos.
Destaca por su cercanía al Centro Comercial Augusta. Entre sus equipamientos se incluyen el Centro Deportivo Municipal Delicias y el Centro de Salud Bombarda. Se encuentra comunicada con el resto de la ciudad a través de las líneas Línea 22 y Línea 32 de  Avanza.